# Episodi di Baciamo le mani - Palermo New York 1958
La serie televisiva Baciamo le mani - Palermo New York 1958, composta da 8 episodi, è stata trasmessa in prima visione assoluta in Italia da Canale 5, dal 2 settembre 2013 all'11 ottobre 2013.
| nº | Titolo     | Prima TV Italia   |
| -- | ---------- | ----------------- |
| 1  | Episodio 1 | 2 settembre 2013  |
| 2  | Episodio 2 | 5 settembre 2013  |
| 3  | Episodio 3 | 12 settembre 2013 |
| 4  | Episodio 4 | 13 settembre 2013 |
| 5  | Episodio 5 | 20 settembre 2013 |
| 6  | Episodio 6 | 27 settembre 2013 |
| 7  | Episodio 7 | 4 ottobre 2013    |
| 8  | Episodio 8 | 11 ottobre 2013   |

## Episodio 1
La vicenda inizia in Sicilia nel 1958. Ida Di Giulio scopre che il marito Antonio è al soldo del mafioso Don Cesare Romeo. Il marito viene arrestato dal Commissario Bellomo e convince Ida a testimoniare, ma per metterla al sicuro insieme al figlio Salvatore la manda a Genova. Sul viaggio per il treno Don Cesare manda don Saro, parroco della città, che mette una bomba e se ne va. Salvatore deve andare in bagno e lì Ida lo porta quando la bomba scoppia, così madre e figlio restano illesi, quando tutti invece li credono morti. 
Ida si sostituisce ad una persona morta che aveva conosciuto nel treno, di nome Gabriella, mentre il figlio prende il falso nome di Tuccio. La madre ed il bimbo di cui hanno assunto l'identità dovevano andare a New York perché Gabriella era destinata a sposare Pasquale Vitaliano, figlio della potente Donna Agnese Vitaliano. Così Ida compie questa eroica impresa e va a New York dove conosce la famiglia Vitaliano e la sospettosa Agnese.
- Ascolti Italia: telespettatori 4 485 000 – share 18,48%[2]

## Episodio 2
Ida, assunta l'identità di Gabriella Pagliuca, sposa Pasquale Vitaliano, il maggiore dei quattro figli di Agnese scoprendo che la donna non è Gabriella ma bensì Ida. I due decidono di conservare il segreto e Pasquale decide di proteggerla. Intanto, in Italia, Don Cesare scopre che Ida è ancora viva e invia nuovamente don Saro ad ucciderla. A New York Agnese Pepino chiede a Agnese di sposarla ma questa rifiuta. Più tardi Don Gillo Draghi, potente padrino, propone ad Donna Agnese un affare: Lei venderà la macelleria in cambio di un grosso ricompenso. L'episodio finisce con Donna Agnese che però concorda che ci penserà ma Don Gillo la avverte che lui non accetta rifiuti.
- Ascolti Italia: telespettatori 5 289 000 - share 23,70%[3]

## Episodio 3
Donna Agnese esce dalla tenuta dei Draghi ed insieme al figlio Nicolino va verso casa in macchina. Intanto Ida viene a conoscenza che la figlia di Agnese: Felicita, ha una relazione con Vito, autista della famiglia Draghi. Ruggero, anch'esso figlio di Agnese inizia a innamorarsi di Ida ma questa inizia a provare qualcosa per Pasquale. Intanto Agnese ricovera in una clinica la moglie di Ruggero Louise per disintossicarla dall'alcol. Don Saro intanto mentre Agnese e le sue guardie sono via e la cameriera Rosalia e distratta penetra nella villa dei Vitaliano con una pistola e sta per uccidere Ida ma interviene Pasquale che si mette in mezzo, dopo uno scontro a fuoco Pasquale giace a terra e don Saro fugge ferito gravemente. Quest'ultimo muore non prima di riuscire ad avvisare Don Cesare che il piano non è riuscito, mentre Pasquale è trasportato d'urgenza all'ospedale. Agnese, scoperta la reale storia di Gabriella, si inalbera con quest'ultima, ma promette al figlio di proteggerla e perdonarla, poiché persona onesta. L'ultima richiesta di Pasquale precede di qualche secondo la sua morte nel letto della clinica.
- Ascolti Italia: telespettatori 5 165 000 - share 21,60%[4]

## Episodio 4
Agnese, distrutta per la morte del figlio, non parla più con Ida convinta che sia la colpevole. Il Commissario Bellomo scopre che Ida è viva e va da Vitaliano questo gli rivela che Don Cesare ha ucciso il suo ex marito Antonio e che deve tornare in Sicilia a testimoniare contro questo. Bellomo fa trasferire Ida e Salvatore in un appartamento ma quando la madre è distratta Salvatore scappa tornando a casa Vitaliano. Bellomo mentre è arrivato in Italia riesce ad arrestare Don Cesare che però uccide il Maresciallo Gangemi sua talpa che aveva collaborato con la polizia. Bellomo avverte Ida che non serve che testimoni e può restare in America. Donna Agnese tramite l'aiuto di Don Caruso, Capo della mafia, che anche se malato e vecchio convoca Don Gillo dicendogli a lasciare in pace Agnese. Don Gillo sa che non può disobbedire a Don Caruso e sa che Agnese è troppo potente e decide tramite un infermiere di uccidere Don Caruso. Il vecchio capo della mafia muore e Don Gillo ripropone l'affare a Donna Agnese persuadendola che essendo proprietaria di tutti i negozi di New York la perdita di una macelleria non sarà un problema e Agnese decide di vendere la macelleria a Don Gillo non sapendo che questa servirà da copertura al mafioso.
- Ascolti Italia: telespettatori 5 033 000 - share 21,67%[5]

## Episodio 5
Donna Agnese si presenta dal notaio e aspetta per più di dieci minuti Giuliano, figlio di Don Gillo per vendergli la macelleria. Nel frattempo tutte le famiglie mafiose di New York vanno da Don Gillo spiegandoli che Don Caruso nel suo testamento ha ordinato che anche se la famiglia Vitaliano non è mafiosa deve essere protetta da tutte le famiglie mafiose. Quindi Giuliano e Don Gillo non possono altro che abbandonare l'affare e stare lontani dai Vitaliano. Intanto Louise esce dalla clinica di disintossicazione per gli ottimi risultati ottenuti ma quando torna a casa vede Ida e il marito Ruggero baciarsi e corre dentro piangendo. Ruggero confessa alla madre che lui non prova niente per Louise e che il loro matrimonio è finito e così Agnese decide di scoprire con chi sta ora il figlio. Agnese scoprendo che Louise sa chi è l'altra glielo chiede ma Louise non vuole dirglielo. Don Gillo ha un'idea far disonorare con il figlio, Felicita figlia di Donna Agnese in modo da impadronirsi dell'almeno 2% della macelleria e di tutti i territori di New York.
- Ascolti Italia: telespettatori 4 427 000 - share 18,00%[6]

## Episodio 6
Raffaele rapisce Felicita per farla disonorare ma interviene Vito che salva la ragazza, ma Raffaele muore. Così Felicita e Vito sono braccati da Don Gillo e dal figlio Giuliano, intenzionati a vendicarsi. Ida esorta i commercianti di Little Italy a reagire alla mafia e con grande stupore di lei questi accettano. Giuliano tramite sua sorella Mariarosa riesce a catturare e uccidere Vito, mentre Mariarosa piange la morte dell'amico, Felicita scappa a casa dove la madre e intenzionata a tutto ora pur di vendicare l'amore della figlia perfino a scontrarsi con Don Gillo. Ma il Boss mafioso ha in mente un piano infatti invia degli uomini ad uccidere Ruggero. Cosa succederà a Ruggero?
- Ascolti Italia: telespettatori 4 970 000 - share 19,45%[7]

## Episodio 7
Ruggero è scampato all'attentato a Little Italy. Gabriella deve trovare la testimonianza di qualcuno per denunciare Don Gillo, ma non sarà facile. Intanto, tra lei e Ruggero scoppia la passione, e allora Louise si dà a Giuliano Draghi. Mariarosa Draghi, inoltre, confessa a Felicita che l'unico modo per rivedere Vito è guardare il mare. Agnese invita tutta la famiglia al ristorante di Don Peppino Abarre ma li un sicario di Don Gillo uccide Nicolino e Ruggero e quella che doveva essere una bella sera si trasforma nel giuramento di vendetta di Donna Agnese Vitaliano contro Don Gillo Draghi.
- Ascolti Italia: telespettatori 4 984 000 - share 19,14%[8]

## Episodio 8
Nonostante il pesante lutto subito, Agnese non si arrende, determinata a ottenere da sola giustizia e a vendicare i suoi figli. Confidando ancora nella giustizia e nella legalità, per evitare che Agnese si macchi di un omicidio, Gabriella chiede aiuto al giudice Blake. Questi le suggerisce di rintracciare Mariarosa Draghi, l'unica in grado di mandare Don Gillo in prigione. Ma la ragazza sembra sparita nel nulla. Intanto Louise viene scaricata da Giuliano Draghi. Dopo aver appreso in ritardo della morte di Ruggero perché sempre stordita e ubriaca, la donna viene presa da un profondo senso di colpa. Contatta quindi Gabriella, rivelandole che l'avvocato Lettieri e sua nipote sono stati uccisi da Giuliano e consegnandole la prova che inchioda il mafioso.
- Ascolti Italia: telespettatori 5 343 000 - share 21,24%[9]